# Александро-Невский собор (Краснодар)
Войсковой собор князя Александра Невского — храм Екатеринодарской епархии Русской православной церкви, расположенный в Краснодаре. Был изначально построен в 1853—1872 годах, разрушен в 1932 году и воссоздан в 2003—2006 годы.

## История

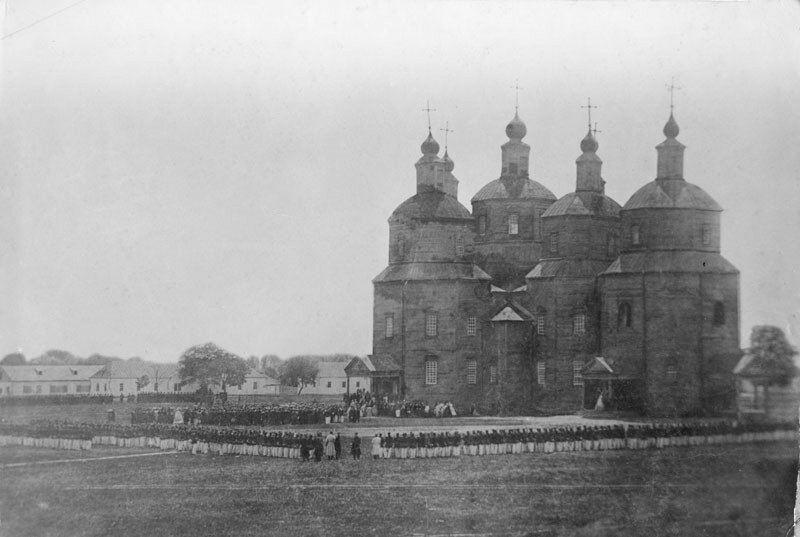
Первый деревянный Войсковой собор (1802 года) — молебен перед собором в 1864 году.

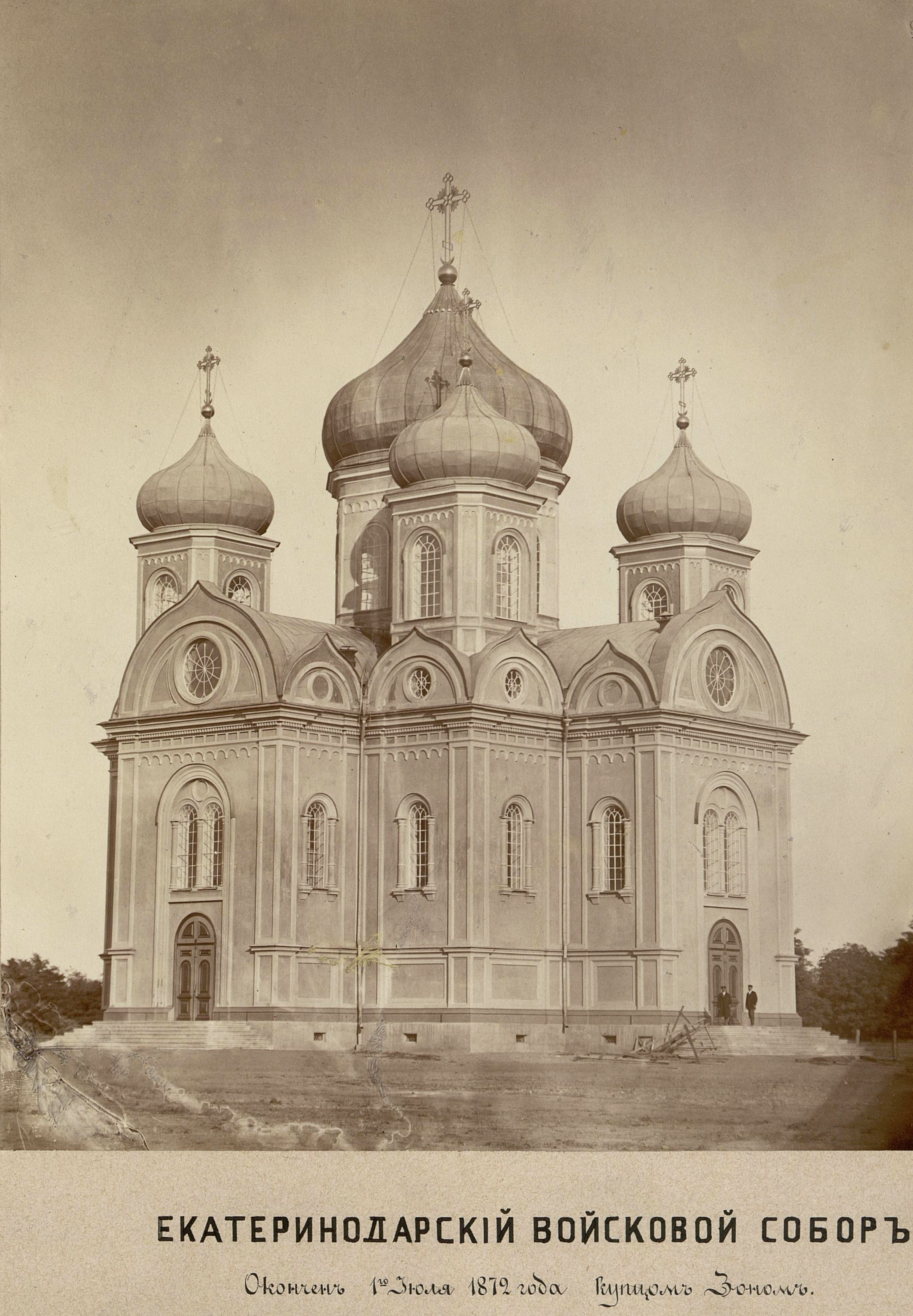
Новый войсковой Александро-Невский собор в 1872 году.

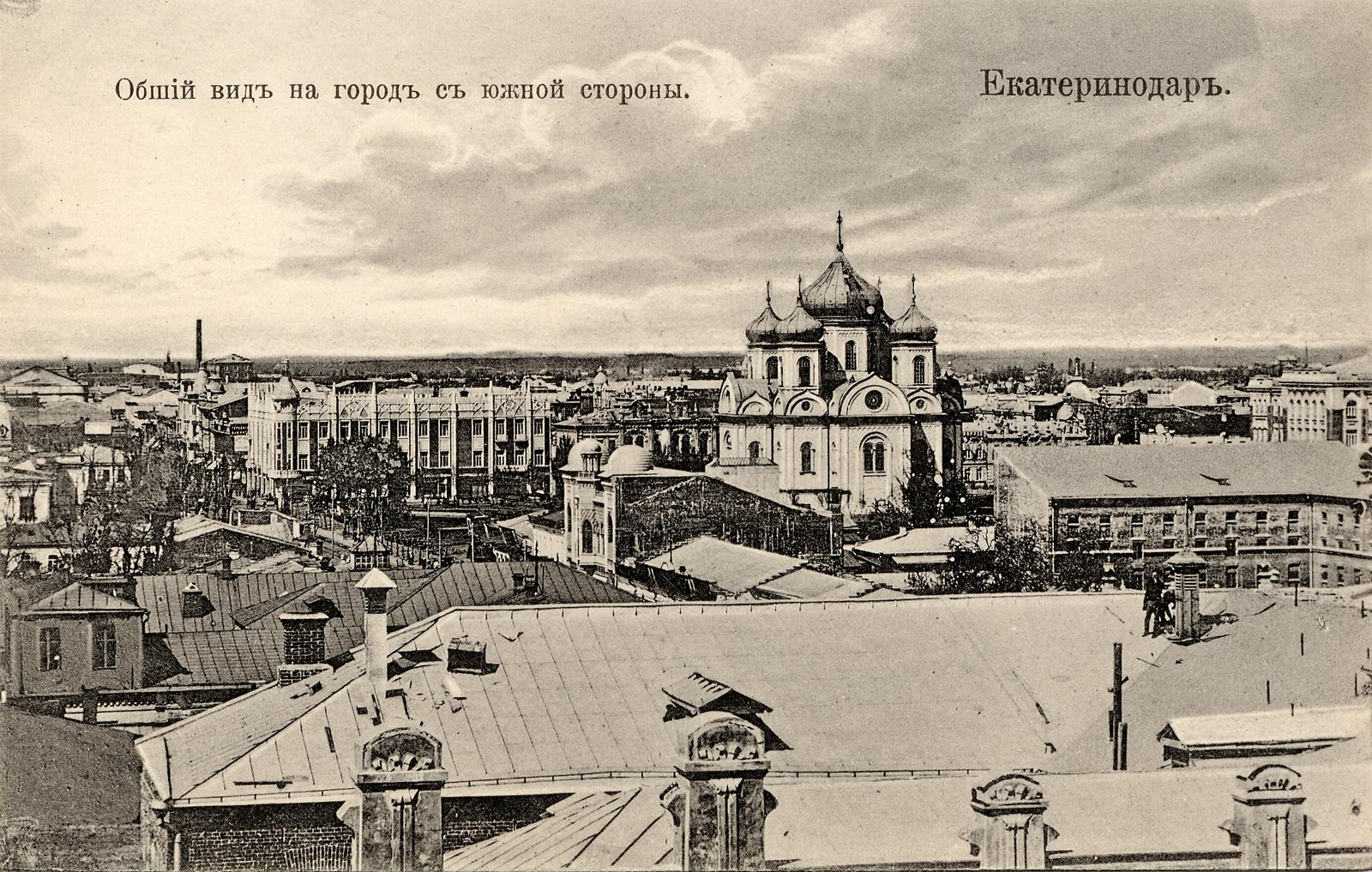
Исторический вид Александро-Невского храма, начало XX века.

В Екатеринодаре с 1802 был деревянный войсковой Воскресенский собор (разобран в конце 1870-х), который решено было заменить на каменный. Войсковой Александро-Невский собор был заложен на войсковые средства 1 апреля 1853 года на Базарной площади Екатеринодара. Строительство, на которое было потрачено около 100 тысяч рублей, длилось 19 лет — освятили храм только 8 ноября 1872 года.
Долгий перерыв в строительных работах был вызван нехваткой сначала необходимых строительных материалов, а затем и денежных средств.
Александро-Невский войсковой собор был построен в русско-византийском архитектурном стиле, сложившемся в России в первой трети XIX века. План храма, не предусматривавший выделение апсидой алтарной части, представлял собой совершенно симметричный равноконечный крест. Две восточные угловые главы были световыми, западная пара — декоративными, выполнявшими роль колоколен; каждая глава состояла из четырёхгранного барабана и вызолоченного шлемовидного купола. В оформлении фасадов были применены килевидные закомары, аркатурный пояс, «флорентийские» окна. Снаружи собор был выбелен.
В войсковом соборе хранились реликвии кубанского казачества, в том числе регалии Кубанского казачьего войска, здесь проходили все торжественные церемонии казаков Екатеринодара. При храме действовал знаменитый войсковой певчий хор, который стал прообразом созданного позднее Кубанского казачьего хора.
В годы Гражданской войны в склепе Войскового собора был погребен бывший наказной атаман Кубанского казачьего войска М. П. Бабыч, а также видные участники Белого движения: генерал-майор Гейдеман, генерал-майор Дроздовский, полковник Морозов.
После революции в 1920-е годы с собора были сняты купола, в нём был размещён музей атеизма. В 1932 году по решению городского Совета рабочих, крестьянских, казачьих и красноармейских депутатов собор был взорван.

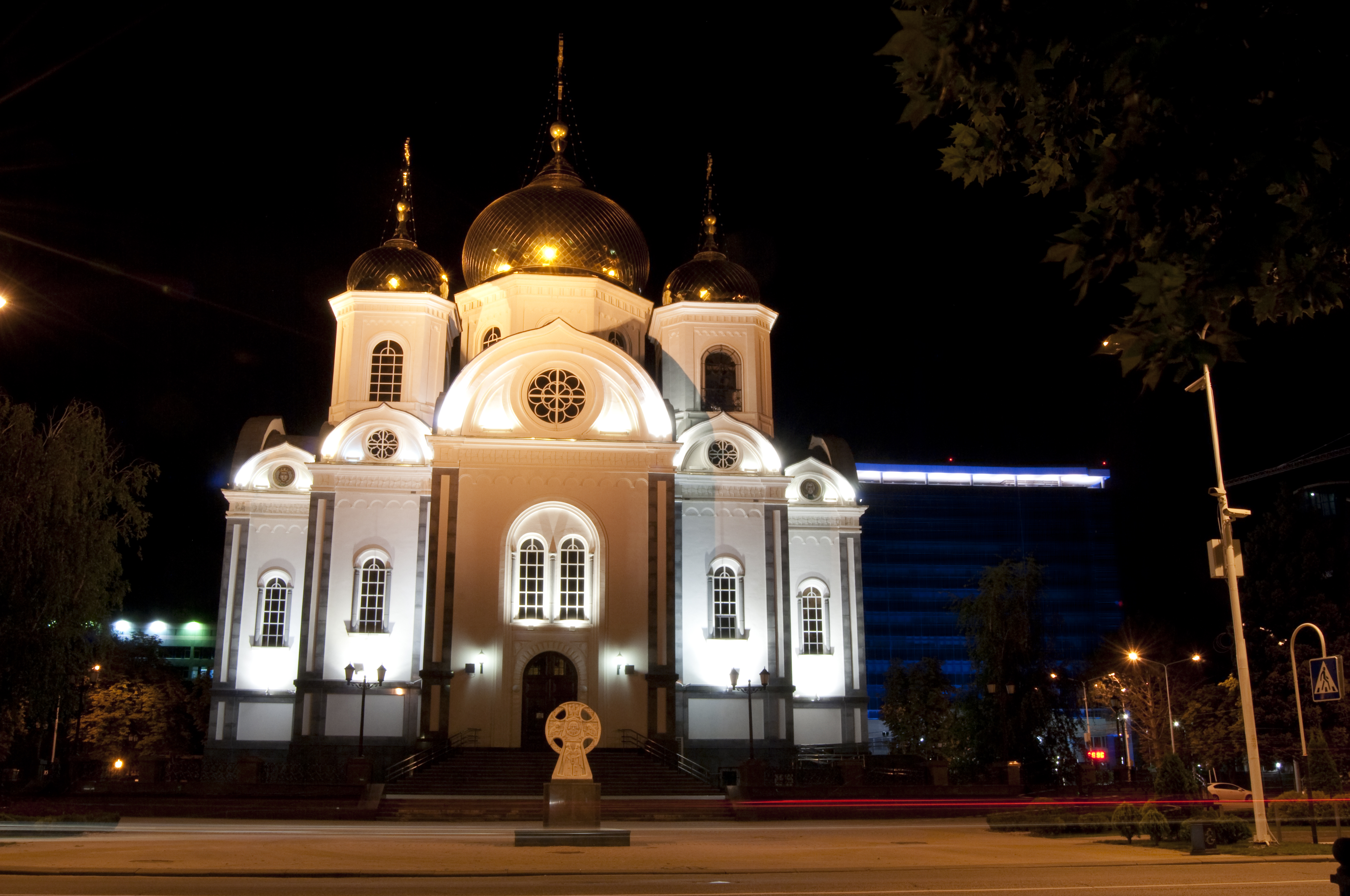
Александро-Невский собор — современный вид в ночное время

Решение о его восстановлении было принято в 2003 году губернатором Краснодарского края А. Н. Ткачёвым. Торжественная церемония закладки камня на месте будущего храма состоялась 17 декабря того же года. Войсковой собор было решено восстановить на новом месте — в начале улицы Красной, недалеко от Казачьей площади, на которой находился деревянный войсковой Воскресенский собор, разобранный из-за ветхости в 1879 году. До своего разрушения главный собор Кубани располагался на углу улиц Красной и Соборной (сейчас — улица Ленина), в сквере напротив нынешнего здания администрации края.
Спустя два года после начала строительства храма колокола и купола строящего собора освятил патриарх Московский и всея Руси Алексий II. 28 мая 2006 года Митрополит Калининградский и Смоленский Кирилл освятил полностью восстановленный Александро-Невский собор. По данным краевой администрации, на восстановление храма было израсходовано более 180 млн рублей.

## Духовенство
- Настоятель храма — протоиерей Иоанн Гармаш
- Протоиерей Андрей Кравченко
- Иерей Сергий Корнет
- Иерей Вячеслав Феер
- Диакон Михаил Степанков
- Протодиакон Максим Кадуров[2]